# Ulrich Scheuermann
Ulrich Scheuermann (* 24. April 1937; † 4. Mai 2021) war ein deutscher Philologe und Historiker. Viele Jahre lang war er an der Arbeitsstelle Niedersächsisches Wörterbuch der Universität Göttingen tätig. Überdies galt Ulrich Scheuermanns Interesse literarhistorischen Themen und Fragestellungen, etwa dem niederdeutschen Werk von Klöntrup, d. i. Johann Aegidius Rosemann (1755–1830), sowie dem aus Celle stammenden Literarhistoriker Karl Goedeke (1814–1887) und dessen frühen Schriften, deren Edition 2021 sich maßgeblich ihm verdankt.

## Wirken
Besondere Verdienste hat sich Scheuermann um die Flurnamenforschung und bei der Weiterarbeit am Niedersächsischen Wörterbuch erworben. Bei Letzterem war er von 1969 bis 2002 Mitarbeiter; die Veröffentlichung entsprechender Lieferungen, die seinen Namen tragen, reicht von 1964 bis 2007.

## Werke (Auswahl)
Monographien
- Die Flurnamen des westlichen und südlichen Kreises Rotenburg (Wümme). (= Name und Wort. Göttinger Arbeiten zur niederdeutschen Philologie Band  2; zugleich: Rotenburger Schriften. Sonderheft 17) Rotenburg (Wümme) 1971.
- Linguistische Datenverarbeitung und Dialektwörterbuch. Dargestellt am Beispiel des Niedersächsischen Wörterbuches. (= ZDL-Beiheft N. F. 11) Wiesbaden: Steiner 1974. ISBN 3-515-01931-6
- Ein Dialektwörterbuch als Aufklärungsschrift? Überlegungen zu einigen Einträgen in Klöntrups „Niederdeutsch-Westphälisches Wörterbuch“. (= Schriften des Instituts für niederdeutsche Sprache. Reihe: Vorträge. 5). Leer: Schuster, 1985. ISBN 3-7963-0234-3
- Flurnamenforschung. Bausteine zur Heimat- und Regionalgeschichte. Melle: Verlag Ernst Knoth, 1995. ISBN 3-88368-282-9
- Flurnamensammlung und Flurnamenforschung in Niedersachsen. (= Göttinger Forschungen zur Landesgeschichte Band 20) Bielefeld: Verlag für Regionalgeschichte, 2011, ISBN 978-3-89534-890-7
- Briefe und Schriften des jungen Karl Goedeke. Hrsg. von Barbara Scheuermann und Ulrich Scheuermann. (= Veröffentlichungen der Historischen Kommission für Niedersachsen und Bremen Bd. 308) Göttingen: Wallstein, 2021, ISBN 978-3-8353-3682-7.
- Flurnamen und Konsorten. Kleine onomastische Schriften. Universitätsverlag Göttingen, 2023, ISBN 978-3-86395-605-9, DOI https://doi.org/10.17875/gup2023-2436

Aufsätze (ab 2003, zu 1963-2002 s. u. unter 'Literatur')
- Aspekte einer Sprachgeschichte des Ostfälischen. In: Sprachgeschichte. Ein Handbuch zur Geschichte der deutschen. Sprache und ihrer Erforschung. 2. [...] Aufl. Hrsg. von Werner Besch et alii. 3. Teilband. Berlin, New York 2003, S. 2663–2674.
- „Plattdeutsche Sprichwörter u. Redensarten nach dem Alphabeth geordnet“. Eine handschriftliche Sammlung aus Ostfriesland. In: Niederdeutsches Wort 43, S. 181-202. (= Von Beschrivinge bis Wibbelt. Felder niederdeutscher Forschung. Festgabe für Hans Taubken zum 60. Geburtstag am 8. September 2003. Hrsg. von Robert Damme et alii. Münster 2003, S. 181-202).
- Kirche und Schule ctr. Niederdeutsch im 18. und 19. Jahrhundert. In: Sprache, Sprechen, Sprichwörter. Festschrift für D. Stellmacher zum 65. Geburtstag. Hrsg. von Maik Lehmberg. Wiesbaden 2004, S. 159–186.
- Rauschenwasser. Ein südniedersächsisches Beispiel für Volksetymologie in Orts- und Flurnamen. In: Göttinger Jahrbuch 52 (2004), S. 13–29.
- Die Rosdorfer Diebeskammer. In: Südniedersachsen. Zeitschrift für Regionale Forschung und Heimatpflege. 32. Jahrgang. [Heft] 4/Dezember 2004, S. 101–105.
- „Plattdütse Sprekworden“ und die Klärung ihrer Verfasserschaft. In: Unser Ostfriesland. Beilage zur Ostfriesen-Zeitung. Freitag, den 10. Dezember 2004. Nr. 23, S. 89–91.
- Die Geismarer Flurnamen nach den Verkoppelungsunterlagen des ausgehenden 19. Jahrhunderts. In: 1055-2005. 950 Jahre Geismar. Geschichte und Geschichten. Hrsg. von Vera Lenz und Karl Semmelroggen. Duderstadt 2005, S. 361–387.
- Elliehäuser Anger vs. Eljehüscher Anger. De-onymische Adjektivableitungen als Bestimmungswörter in Mikrotoponymen. In: Niederdeutsches Wort 47/48, S. 357-390. (= Schat der Neder-duytscher spraken – Funde niederdeutscher Forschung. Liber amicorum für Ludger Kremer. Hrsg. von Tom F. H. Smits. Münster 2007).
- Flurnamen. In: Klein Schneen – eine Ortsgeschichte. Bearb. von Günter Jaritz. [Friedland] 2008, S. 332–365.
- Nau eens: Klöntrup. Dütmaul: Dree platsdütske Gedichte. In: Niederdeutsches Wort 49, S. 283-299. (= Von vrenden, vrinden und vründen. Festgabe für Hermann Niebaum zum 65. Geburtstag. Hrsg. von Markus Denkler und Jürgen Macha. Münster 2009).
- Elliehäuser Toponyme als Quelle für die Ortsgeschichte. In: Aus dem Süden des Nordens. Studien zur niedersächsischen Landesgeschichte für Peter Aufgebauer zum 65. Geburtstag. Hrsg. von A. Reitemeier und U. Ohainski. Bielefeld 2013, S. 555–582.
- Melioramentenvergleiche – oder: wie die gemachte Verbesserung der Pfarr-Güter von dem Nachfolger im Amte gut gethan werden möge. In: Göttinger Jahrbuch 61 (2013), S. 183–212.
- Das Wärdebouk / Waordenbook / Würderbook – ein Buch der Worte? In: Niederdeutsches Wort 54, S. 223-243. (= Studien zur Lexikographie und Lexikologie des Niederdeutschen. Festgabe für Robert Damme zum 60. Geburtstag. Hrsg. von M. Denkler und F.H. Roolfs. Münster 2014, S. 223-243).
- Ein Flurort – mehrere Flurnamen. Harpstedter Weg - deepe Wech – Wedehorner Weg. [Teil 1]. In: Zwischen Weser und Hunte. Mitteilungsblatt des Kreisheimatbundes Diepholz e.V. Heft 70, Mai 2015, S. 18f.; Heft 71, Nov. 2015, S. 18f.; Heft 72, Mai 2016, S. 18f.
- Sprache und Mundarten. In: Der Hochharz – Vom Brocken bis in das nördliche Vorland. Eine landeskundliche Bestandsaufnahme. Hrsg. von Jörg Brückner et al., Köln, Weimar, Wien (2016), S. 120-124. (= Landschaften in Deutschland. Werte der deutschen Heimat. Bd. 73)
- Juni 1866 up’n Dörpe: Konterbande in Elliehausen. In: Göttinger Jahrbuch 64 (2016), S. 63–85.
- „Früher höt se gegen Kabunkels Bullendreck innommen.“ Volksmedizin in großlandschaftlichen niederdeutschen Dialektwörterbüchern. In: Beiträge der Fritz-Reuter-Gesellschaft 27 (2017), S. 36–48.
- „Neulich erinnerte J. Grimm an unsern liter. Vereinsplan.“ Karl Goedeke als spiritus rector eines Bibliophilischen Vereins in Hannover. In: Hannoversche Geschichtsblätter. Neue Folge 74 (2020), S. 116-142 (mit Barbara Scheuermann).
- Ein Promotionsprojekt: Rotenburg 1963. In: Rotenburger Schriften 100 (2020), S. 138–146.
- Die Grillen eines Pedanten? Der Literarhistoriker Karl Goedeke als Verteidiger Vossischer Schreibeigenheiten. In: Vossische Nachrichten. Mitteilungen der Johann-Heinrich-Voß-Gesellschaft 13 (2021), S. 45-53 (mit Barbara Scheuermann).
- Niederdeutsche Sprache. In: Geschichte und Erinnerung in Niedersachsen und Bremen. 75 Erinnerungsorte. Hrsg. von H. Steinführer und G. Steinwascher. Göttingen 2021, S. 39–44.